# Vår filosofi
Vår filosofi, arabiska Falsafatuna, är en bok skriven av Muhammad Baqir al-Sadr 1959. 
Boken skrevs bland annat till den växande sekulära befolkningen i Irak och framför allt den kommunistiska ungdomen. Den kritiserar europeisk filosofi i allmänhet och kommunistiska och kapitalistiska idéer i synnerhet ur ett islamiskt perspektiv.